# Phyllonorycter grewiaecola
Phyllonorycter grewiaecola är en fjärilsart som först beskrevs av Lajos Vári 1961.  Phyllonorycter grewiaecola ingår i släktet guldmalar, och familjen styltmalar.
Artens utbredningsområde är:
- Namibia.
- Zimbabwe.

Inga underarter finns listade i Catalogue of Life.